# زنان در موسیقی لاتین

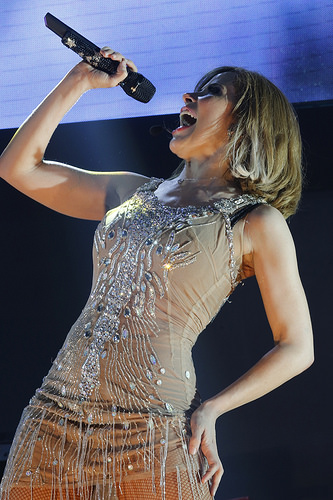
گلوریا تروی (تصویر) و آلخاندرا گوزمان اولین زنانی بودند که در تاریخ ۲۴ ساله جدول آلبوم‌های لاتین برتر، آلبوم مشترک شماره یک را در سال ۲۰۱۷ داشتند.

زنان سهم چشمگیری در موسیقی لاتین داشته‌اند، سبکی که پیش از ورود کریستف کلمب، کاوشگر ایتالیایی، به آمریکای لاتین در سال ۱۴۹۲ و آغاز استعمارگری اسپانیا در قاره آمریکا وجود داشته است. نخستین موسیقی‌دانان مردم بومی قاره آمریکا بودند؛ صدها قومیت در سراسر قاره که اشعارشان «بازتابی از کشمکش، زیبایی، درد و فقدانی است که ویژگی شرایط انسانی است.» جوامع بومی برای زنان در موسیقی جایگاهی قائل بودند و آنان، همچون مردان، فرصت‌های برابر برای آموزش، اجرا، خوانندگی و رقص داشتند. پژوهش‌های موسیقی‌شناسی قومی روی فلوت‌های ساخته‌شده از سفال، استخوان حیوانات و نی که از امپراتوری اینکا به‌جا مانده، نشان می‌دهد که زنان با گستره صوتی وکال بالا ترجیح داده می‌شدند. زنان در جوامع بومی از پایگاه اجتماعی برابر با مردان برخوردار بودند، آموزش می‌دیدند و همان فرصت‌های موسیقایی را داشتند، تا زمانی که کلمب در اواخر سده پانزدهم به قاره رسید.
مهاجران اروپایی ایدئولوژی‌های پدرسالارانه و شاه نر را به قاره آوردند و اندیشه برابری زنان و مردان را جایگزین کردند. آنان موسیقی بومی را با «بربریت» و موسیقی اروپایی را با «تمدن» برابر دانستند. موسیقی‌دانان زن، به دلیل تاریخ برده‌داری (که به افزایش جمعیت برده‌داری در آفریقا انجامید)، بیشتر دارای پوست تیره بودند و جامعه معاصر، موسیقی را به‌عنوان یک حرفه کم‌ارزش جلوه می‌داد. موسیقی لاتین تحت تأثیر آفریقا قرار گرفت و سنکپ، ضرب‌آهنگ و کال اند ریسپانس در آن نقش پررنگ‌تری یافتند، درحالی‌که استقرار اروپاییان هارمونی و فرم آواز دِسیمَ اسپانیایی را معرفی کرد.
از زمان دوران پیش از ضبط موسیقی، موسیقی لاتین تحت سلطه مردان بوده است و نمونه‌های اندکی از ترانه‌سرایان زن، تهیه‌کنندگان موسیقی، مدیران اجرایی صنعت موسیقی و مروجان موسیقی زن وجود دارد. زنان به آموزش موسیقی دسترسی نداشتند؛ برنامه‌های آموزشی موسیقی وجود نداشت و هنجارهای فرهنگی مشارکت زنان را دلسرد می‌کرد. موسیقی لاتین عمدتاً با حضور مردان همراه بود؛ آنان با تبعیض علیه زنان، نقش آن‌ها را به خوانندگی یا رقص محدود کرده و مانع از فعالیتشان به‌عنوان نوازنده، ترانه‌سرا، آهنگساز، تنظیم (موسیقی) و مدیر اجرایی می‌شدند. با این حال، هنرمندان زن در زیرشاخه‌های موسیقی لاتین، همچون سلنا، جنی ریورا، جنیفر لوپز، ایوی کوئین، خولیتا ونگاس و الی گوئرا، حضور زنان در این سبک‌ها را تقویت کرده‌اند. آنان با شکستن موانع، موسیقی لاتین و برداشت‌های عمومی دربارهٔ تمایلات جنسی زنانه، جنسیت و مادینگی را بازتعریف کرده‌اند. ویولتا پارا، خواننده فولکلور اهل شیلی، در آثار خود به روابط ناموفق دگرجنس‌گرایانه پرداخته و بر ناتوانی مردان در تعهد به یک زن تأکید کرده است.
زنان در سالسا (موسیقی) به‌طور چشمگیری در این صنعت کم‌نمایش هستند، به‌طوری‌که به‌جز سیلیا کروز، زنان کمی با ظهور این سبک مرتبط بوده‌اند. برای نمونه، در مستند بریتانیایی سالسا: موسیقی پاپ لاتین در شهرها (۱۹۸۵)، کروز یکی از معدود خوانندگان زنی است که در آن ذکر شده است.
خوانندگان زن لاتین در بیلبورد (مجله) و جدول موسیقی به‌طور قابل‌توجهی در مقایسه با همتایان مرد خود حضور کمتری دارند. قالب‌های رادیویی بیشتر به سبک‌هایی می‌پردازند که توسط مردان محبوب و هدایت شده‌اند، مانند رگیتون و موسیقی منطقه‌ای مکزیکی، و همین امر باعث شده که زنان در جدول موسیقی لاتین بیلبورد دوره‌هایی را بدون حضور تجربه کنند. آخرین خواننده زنی که موفق به کسب رتبه اول در جدول شد، سوفیا ریس بود که ترانه مشترک او سولو یو در سال ۲۰۱۶ به یک دوره پنج‌ساله نبود زنان در جدول ایرپلی پاپ لاتین پایان داد. یک سال پیش از آن، در جدول ترانه‌های داغ لاتین، طی ۲۲ هفته هیچ ترانه‌ای از زنان دیده نشد. ریس نسبت به این نابرابری ابراز نگرانی کرده و اشاره کرده است که ۹۰ درصد اجراکنندگان در مراسم جوایز موسیقی لاتین مرد هستند. دیگر خوانندگان زن، مانند چیکی ریورا، کاهش حضور زنان در موسیقی لاتین را به جنسیت‌گرایی برنامه‌ریزان رادیویی نسبت داده‌اند. الکساندرا لیوتیکوف، مدیر اجرایی موسیقی لاتین، معتقد است که این کاهش ناشی از نبود همکاری‌های زنان است. موسیقی لاتین همچنان تحت سلطه مردان است و صنعت موسیقی با «رویه‌های تبعیض‌آمیز» مانع از فعالیت هنرمندان زن در عرصه ضبط موسیقی می‌شود. در ۵ مارس ۲۰۲۳، کارول جی نخستین زنی شد که با یک آلبوم کاملاً اسپانیایی به نام مانیا نا سر آ بونیتو در صدر جدول آلبوم‌های بیلبورد ۲۰۰ قرار گرفت و رکوردی تاریخی به ثبت رساند.

## ویژگی‌ها
موسیقی آمریکای لاتین متنوع است؛ این موسیقی شامل سی کشور است که تحت تأثیر فرهنگ در اروپا، موسیقی آمریکایی آفریقایی‌تبار، و فرهنگ‌های موسیقی بومی آمریکایی قرار دارند. موسیقی لاتین از دو زبان اروپایی استفاده می‌کند: اسپانیایی و زبان پرتغالی، هرچند که امروزه معمولاً این ژانر به‌طور عمده به زبان اسپانیایی خوانده یا ضبط می‌شود و به میزان کمتری به زبان‌های فرانسوی و ایتالیایی. اگرچه موسیقی لاتین متنوع است، اما معمولاً شامل فرم آهنگ اسپانیایی دسیمای، ضرب‌آهنگ سنکپ آفریقایی و ندای پاسخ، و هارمونی اروپایی است.

## تاریخ

### پیش از کولومبوس در آمریکای لاتین

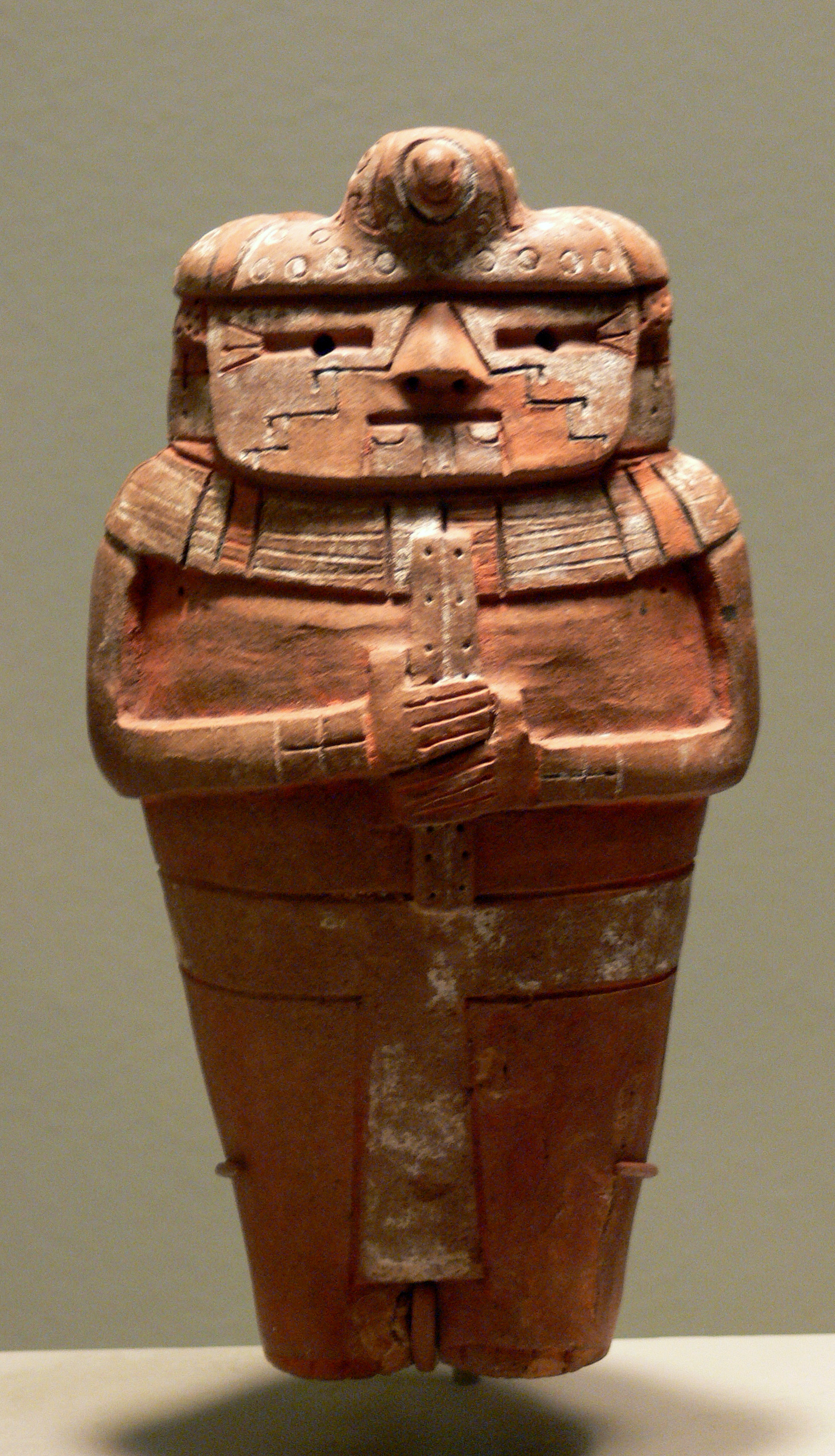
مجسمه سرامیکی پیش از کولومبوس از نوازنده فلوت پرویی

موسیقی پیش‌مدرن لاتین به موسیقی‌ای اشاره دارد که توسط مردم بومی قاره آمریکا ساخته شده است، که شامل صدها قومیت مختلف در سراسر قاره است. نخستین ساکنان آمریکای لاتین حدود ۳۰٬۰۰۰ سال قبل از رسیدن کاشف ایتالیایی کریستف کلمب در اوج تنوع فرهنگی بومی به جوامع ساده و پیچیده مستقر شدند. این جوامع شامل قبایل کشاورز ثابت‌نشین و شکارچی-گردآورنده بودند، که به درگاه یک معبود برای رفاه دعا می‌کردند و اشعاری دربارهٔ «تعارض، زیبایی، درد و از دست دادن که همه تجربه‌های انسانی را علامت‌گذاری می‌کند» می‌خواندند و موسیقی آنان منعطف با درک آنان از جهان بود. آن‌ها «راه‌های پیچیده‌ای برای توضیح روابط بین صدا، سازمان اجتماعی، زمان و مقدس بودن داشتند»، و آیین‌هایشان شامل اجراهای دراماتیک از افسانه‌ها بود که دیدگاه آنان دربارهٔ آفرینش‌گرایی را بیان می‌کرد. افسانه آفرینش مردم Keres از Laguna Pueblo (منطقه‌ای در غرب-مرکز نیومکزیکو) «جهان بدون شکل را به‌عنوان قلمرو Tse che nako (زنان اندیشه یا زن عنکبوتی) توصیف می‌کند که زندگی را در دو بسته مقدس که به خواهران کرها (او که اهمیت دارد و او که به یاد می‌آورد) تبدیل می‌شوند، می‌خواند.»
جامعه‌های بومی پیش از رسیدن کلمبوس به زنان در موسیقی اختصاص داده بودند، هرچند که مردان به‌طور مساوی در رقص مشارکت داشتند. در دوران امپراتوری اینکا در اواسط قرن ۱۴، زنان از خانواده‌های سلطنتی و منتخب acallas (منتخب‌ها) علوم، هنر، شعر و موسیقی را از "پیران حکیم" آموختند. "منتخب‌هاً به‌خاطر زیبایی و "کیفیت صدای آن‌هاً انتخاب می‌شدند. شش خانه وجود داشت که یکی از آن‌ها taquiaclla (taqui به معنای "آهنگ") نامیده می‌شد و دختران بین ۹ تا ۱۵ سال با صدای "هدیه‌شده" در آنجا سکونت داشتند. تمدن‌های آند به‌ویژه زنان جوان با گستره صوتی وکال بالا را ترجیح می‌دادند. گرچه هیچ‌گونه خط یا نوت موسیقی باقی نمانده است، باستان‌شناسان انواعی از فلوت‌های سرامیکی، استخوان حیوانات و نی‌ها را کشف کرده‌اند. موسیقی‌شناسی قومیهایی که فلوت‌ها را اندازه‌گیری کرده‌اند، دریافته‌اند که زیروبمی آن‌ها با گستره صوتی بالا سازگار است. زنان در این جوامع به‌خوبی مورد توجه قرار می‌گرفتند، و فرصت‌های مساوی برای آموزش، اجرا، آواز و رقص (به‌عنوان تک‌خوان، با دیگر زنان، یا در جفت با مردان) داشتند. خوانندگان زن از نظر اجتماعی با مردان برابر بودند و آموزش موسیقی و فرصت‌ها را به‌طور مساوی با همتایان مرد خود دریافت می‌کردند.

## سبک‌ها

### موسیقی استوایی

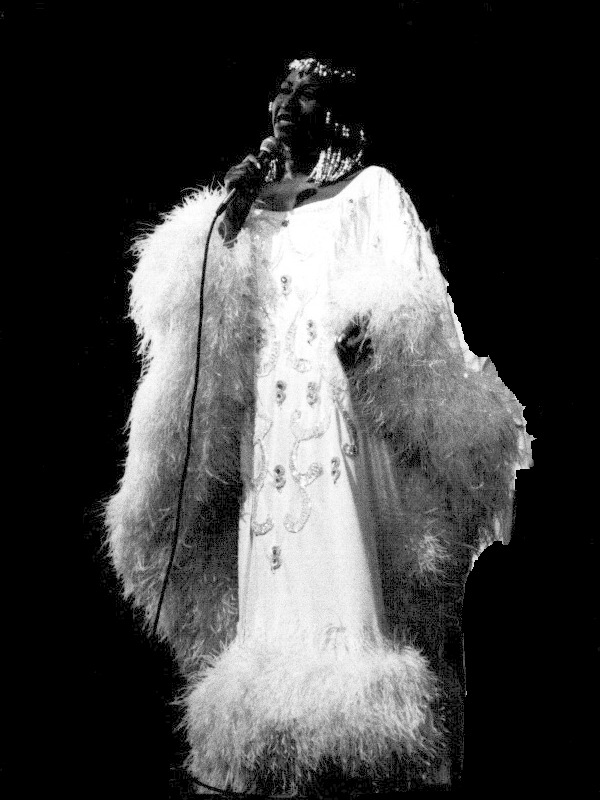
سیلیا کروز، که موانع ورود زنان به سالسا (موسیقی) را شکست، نقش کلیدی در محبوب‌سازی این سبک داشت.

به گفته نویسنده لیز واکسر، خواننده کوبایی trova، ماریا ترزا ورا "مادربزرگ تمامی خوانندگان زن لاتین" است. آهنگ "Arroz Con Leche" ("پودینگ برنج") که به شنونده توصیه می‌کند همسری بیابد که از او مراقبت کند، از سوی گروه‌های فمینیسم مورد انتقاد قرار گرفته است. اشعار بولرو عمدتاً بر محور زنان به‌عنوان موضوع میل مردانه، عشق یک‌طرفه و ترک شدن می‌چرخند و زنان را به‌عنوان "غیاب فیزیکی و فاصله احساسی، و موجوداتی ناسپاس" که قادر به دوست داشتن یک مرد نیستند، به تصویر می‌کشند. خواننده کوبایی لوپه (خواننده) "مرزهای" موسیقی بولرو را گسترش داد و به ملکه روح لاتین معروف شد. او با رهبر ارکستر تیتو پوئنته در ایالات متحده تور برگزار کرد و یکی از محبوب‌ترین اجراکنندگان لاتین در دهه ۱۹۶۰ بود. در جوانی، او در مسابقات محلی آواز تسلط داشت، که همین امر او را به دنبال کردن حرفه موسیقی تشویق کرد، با وجود اینکه والدینش می‌خواستند معلم شود. پس از طلاق از همسر اولش، لا لوپه فعالیت انفرادی خود را آغاز کرد و در کلوب‌های شبانه هاوانا اجرا کرد. محبوبیت او افزایش یافت و او یک کلوب شبانه در کوبا راه‌اندازی کرد که توسط دولت کاسترو مصادره شد.
لا لوپه به ایالات متحده مهاجرت کرد، در سال ۱۹۶۲ در نیویورک ساکن شد و با دیگر هنرمندان بولرو و سالسا در سراسر کشور به اجرا پرداخت. او چندین آلبوم سالسا با «اشعار مذهبی» منتشر کرد. در آغاز دهه ۱۹۷۰، تقاضا برای کنسرت‌های او کاهش یافت و پس‌اندازش به دلیل بیماری همسر دومش رو به زوال رفت. او حرفه خود را در یک کنسرت نهایی در سال ۱۹۸۵ با پوئنته برای کمک به هزینه‌های درمانی‌اش به پایان رساند. لا لوپه که سال‌های پایانی زندگی خود را به موسیقی مسیحی در برانکس اختصاص داده بود، در فوریه ۱۹۹۲ بر اثر ایست قلبی درگذشت. خوانندگان کوبایی Rita Montaner و Celeste Mendoza در «تملک و بازتعریف رومبا»، سبکی که پیش از سالسا محبوب بود، نقش داشتند.

## طرفداران

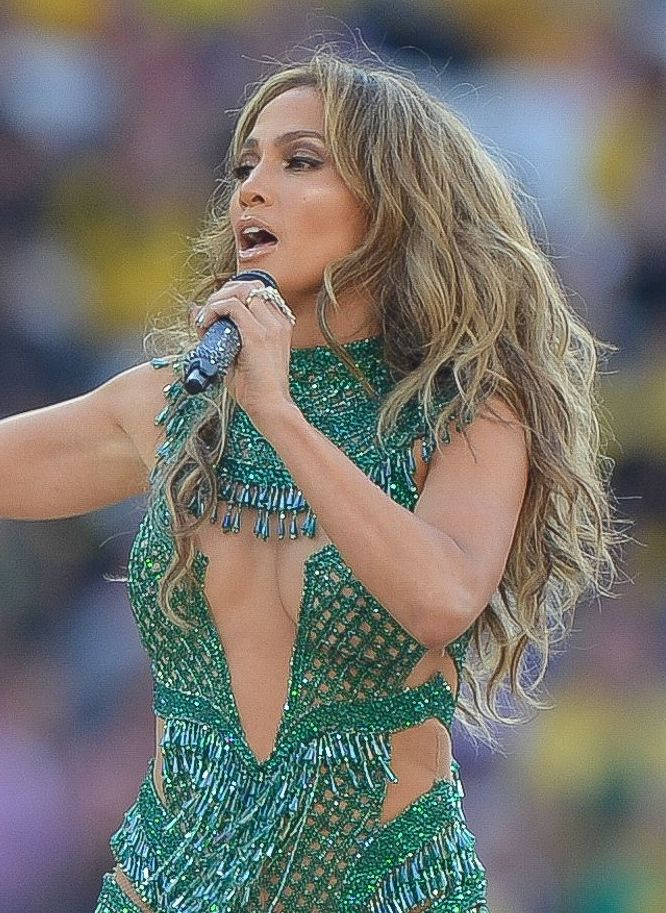
جنیفر لوپز و دیگر هنرمندان در افزایش دیده‌شدن زنان در موسیقی لاتین نقش داشته‌اند.

اگرچه زنان به دلیل تأثیرشان بر بازتعریف موسیقی لاتین و تغییر نگرش عمومی دربارهٔ جنسیت، فمینیسم و تمایلات جنسی مورد تحسین قرار گرفته‌اند، اما صنعت موسیقی لاتین همچنان تحت سلطه مردان است. موسیقی‌شناس آمریکایی ایلان استاوانس، سلنا، جنی ریورا، جنیفر لوپز، آیوی کوئین، خولیئتا بناگاس و الی گوئرا را از عوامل افزایش دیده‌شدن زنان در موسیقی لاتین می‌داند.
ان‌پی‌آر از مالوکا، بومبا استریو، لا لوپه، گلوریا تروی، چابلا بارگاس و تیتا مریو به‌عنوان «las mostras، زنان جسور موسیقی لاتین» یاد کرده است. مجله بیلبورد از سلنا به‌عنوان «الگویی برای تمام زنان لاتین» نام برده، و مجله Latina از گلوریا استفان به‌عنوان «الگویی برای زنان در سراسر جهان» یاد کرده است. به گفته Latina، خوانندگانی مانند ریتا مورنو، سلنا، گلوریا استفان، سیلیا کروز، شکیرا و جنیفر لوپز «جهان را تغییر دادند» و فراتر از مرزهای معمول دستاورد داشتند.
همراه با سلنا، جنی ریورا نیز در افزایش دیده‌شدن زنان در موسیقی محلی مکزیکی، به‌ویژه برای «جمعیت وسیع زنان مکزیکی آمریکایی در ایالات متحده که با آن‌ها احساس همذات‌پنداری می‌کردند»، نقش داشت. در موسیقی تخانو، محبوبیت سلنا «درهای ورود» را برای سایر خوانندگان زن باز کرد. تأثیر او باعث شد زنان در موسیقی تخانو به «بخش قابل‌توجهی» از این سبک در دهه ۱۹۹۰ تبدیل شوند و شرکت‌های بزرگ ضبط موسیقی شروع به افزایش حضور زنان در فهرست هنرمندان خود کردند. پس از سلنا، زنان به «بخش مهمی از صنعت موسیقی تخانو و محلی مکزیکی» تبدیل شدند. آلبوم Dreaming of You (۱۹۹۵) او، اولین آلبوم یک هنرمند لاتین و نخستین آلبوم یک زن بود که در صدر جدول بیلبورد ۲۰۰ قرار گرفت.
در آغاز قرن ۲۱، تالیا، پائولینا روبیو، جنیفر لوپز، شکیرا و پیلار مونته‌نگرو محبوب‌ترین خوانندگان زن پاپ لاتین بودند. در موسیقی محلی مکزیکی، گراسیلا بلتران، جنیفر پنا، آنا گابریل و پاکیتا لا دل باریو در سبک‌های خود پیشرو بودند، اما با این حال، خوانندگان زن در این ژانر همچنان «نادر» هستند.
مجله People en Espanol در سال ۲۰۱۷ از لوسرو، چیکی ریورا و جنیفر لوپز در فهرست ۲۵ زن قدرتمند لاتین خود نام برد. بیلبورد همچنین فهرستی از ۱۰۰ مدیر برجسته صنعت موسیقی منتشر کرد که شامل ماریا فرناندز (معاون ارشد عملیات و مدیر مالی سونی میوزیک لاتین ایبریا) و روسیو گوئررو (مدیر جهانی محتوای لاتین در اسپاتیفای) بود.